# 徐宏根
徐宏根（1962年4月—）圣名若瑟，江苏苏州人，天主教苏州教区主教。

## 生平
1990年自上海佘山修院毕业。同年，由天主教苏州教区主教马龙麟祝圣为神甫。1994年至1999年，在美国纽约若瑟修院、芝加哥联合神学院学习，先后获神学硕士、圣经学硕士学位。
1999年6月，天主教苏州教区主教马龙麟逝世。1999年12月18日，徐宏根被自选为天主教苏州教区主教。后来获得宗座任命。徐宏根还兼任江苏省天主教教务委员会副主任。2006年4月20日，在苏州市杨家桥天主堂按照自选自圣程序被祝圣为主教。祝圣仪式由中国天主教主教团副主席、临沂教区主教房兴耀主礼，江苏省南京教区陆新平主教、山东省青岛教区李明述主教、山东省周村教区马学圣主教、山东省济南教区张宪旺助理主教襄礼。苏州教区及有关省市的40多名神甫同台共祭，将近3000名天主教徒参加祝圣典礼。中国天主教爱国会主席、中国天主教主教团代主席傅铁山主教等人致贺电，中国天主教爱国会秘书长刘元龙、中国天主教爱国会副秘书长陈书杰神甫到祝圣典礼现场祝贺。
2016年10月5日，教宗方济各在梵蒂冈公开接见时段，接见了徐宏根主教，并和其他来朝圣的中国大陆教友合影。这是教宗方济各首次接见来自中国大陆的主教。